# Ахмад Ритхауддин
Тенгку Ахмад Ритхауддин Исмаил (малайск. Tengku Ahmad Rithauddeen Ismail; 24 января 1932, Келантан — 29 апреля 2022) — политический и государственный деятель Малайзии, дипломат.

## Биография
Ахмад Ритхауддин был членом Высшего совета партии Объединённая малайская национальная организация (UMNO). С 1965 по 1990 год был депутатом парламента Келантана, с 1969 года — парламента Малайзии.
В 1970—1980 годы занимал министерские посты в нескольких правительствах. В том числе был министром со специальными функциями по иностранным делам (1973—1975), министром информации (1974—1975), министром иностранных дел (1975—1981, 1984—1986), министром торговли и промышленности (1981—1984), министром обороны (1987—1990).
С 2001 года являлся председателем Дисциплинарного совета UMNO. Он также занимал пост президента Футбольной федерации АСЕАН (AFF).